# اوتسرو
اوتسرو (به ایتالیایی: Ozzero) یک کومونه در ایتالیا است که در استان میلان واقع شده‌است.

## خصوصیات
اوتسرو ۱۱٫۰ کیلومترمربع مساحت و ۱٬۳۳۷ نفر جمعیت دارد.